# Al Hamra Tower
Al Hamra Tower — хмарочос в місті Ель-Кувейт, Кувейт. Висота 80-поверхового хмарочосу становить 414 метрів. Будівництво було розпочато в 2004 і було завершено в 2012 році. 
Після завершення будівництва цей хмарочос став найвищим в Кувейті і одним з найвищих у світі. Станом на жовтень 2017 року посідає 23-є місце серед найвищих будинків світу. 